# Cá ngựa
Cá ngựa (tên khoa học Hippocampus), hay hải mã, là tên gọi chung của một chi động vật sống ở đại dương ở các vùng biển nhiệt đới. Cá ngựa có chiều dài trung bình là 16 cm, có loài dài đến 35 cm. Cá ngựa được xem là một loài thuốc quý ở khu vực Đông Á, đặc biệt là ở Trung Quốc và Việt Nam.
Cá ngựa là cá biển thuộc chi Hippocampus và họ Syngnathidae, bao gồm cả cá chìa vôi. Chúng được tìm thấy ở những vùng nước nhiệt đới và ôn đới ở khắp nơi trên thế giới.
Cá ngựa và cá chìa vôi là 2 chi cá đặc biệt ở chỗ con đực "mang thai" và sinh con.
Cá ngựa thật sự là một loài cá. Nó có vây ngực ở phía trên gần mang và vây lưng nằm phía dưới cơ thể. Một số loài cá ngựa có một phần thân thể trong suốt nên rất khó nhìn thấy trong các bức ảnh.
Số lượng cá ngựa đã bị giảm sút đến mức nghiêm trọng do đánh bắt cá gia tăng. Cá ngựa được dùng trong những vị thuốc truyền thống của Trung Quốc, hàng năm có khoảng 20 triệu con cá ngựa bị đánh bắt để phục vụ cho mục đích này. Việc nhập và xuất khẩu cá ngựa được tổ chức CITES kiểm soát từ ngày 15/05/2004.
Cá ngựa ăn cá hương và những loài giáp xác như tôm nhỏ, chúng ăn bằng cách dùng miệng để mút con mồi.

## Sự sinh sản

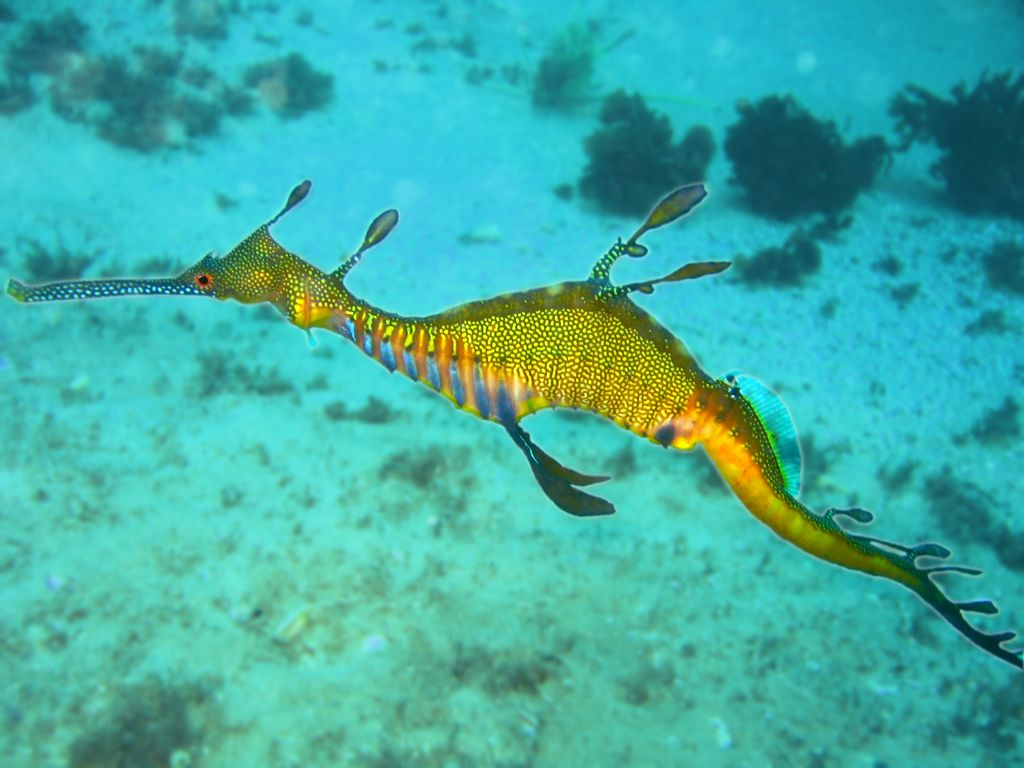
Loài cá ngựa này sống nhiều ở vùng biển nam nước Úc.

Cá ngựa sinh con theo một cách kỳ lạ: con đực "mang thai". Theo báo cáo của Công trình nghiên cứu về cá ngựa thì cá cái đưa trứng vào túi ấp của cá đực làm cho con đực có vẻ như đang mang thai. Những nghiên cứu mới đây cho thấy rằng cá đực truyền tinh dịch của chúng ra xung quanh chứ không đưa trực tiếp vào túi ấp. Thời gian mang thai từ 2-3 tuần.
Trứng cá ngựa nở khi nào phụ thuộc vào bố mẹ của chúng. Một số trải qua thời gian phát triển chung với những phiêu sinh vật biển. Đôi khi những con cá ngựa đực có thể ăn một số con của nó trước khi chúng được tự do. Những loài cá ngựa khác ngay lập tức bắt đầu cuộc sống dưới đáy biển.
Thông thường cá ngựa sống thành cặp, nhưng có một số loài sống thành bầy đàn. Khi sống thành cặp, cá ngựa thường giao phối vào sáng sớm hoặc đôi khi vào chập tối để củng cố thêm mối quan hệ của chúng. Phần thời gian còn lại chúng dành cho việc tìm thức ăn.

## Làm vật nuôi
Nhiều người nuôi cá ngựa như thú cưng. Cá ngựa chỉ ăn thức ăn tươi như tôm biển và thường nằm úp người xuống bể, hành động này sẽ làm cho hệ thống miễn dịch của chúng hoạt động yếu hơn, từ đó mà dễ mắc các bệnh.
Trong thời gian gần đây, những con cá ngựa được nuôi sinh sản nhiều hơn trước. Trong tình trạng bị giam cầm, chúng sống tốt hơn và ít mắc bệnh. Những con cá ngựa này sẽ được cho ăn tôm cám, chúng cũng sẽ không bị sốc hay lo lắng căng thẳng khi đột ngột bị bắt ngoài biển và thả vào bể cá. Dù những con cá ngựa được nuôi từ nhỏ có giá đắt hơn nhưng chúng thích nghi và sống sót tốt hơn những con cá ngựa ngoài tự nhiên.
Cá ngựa nên được nuôi trong bể cá thích hợp. Chúng ăn khá chậm, nhưng khi được nuôi trong bể, chúng trở nên hung hăng, cạnh tranh để giành thức ăn cho riêng mình. Vì vậy, người nuôi chúng cũng cần chú ý đảm bảo lượng thức ăn cho mỗi con.
Cá ngựa có thể chung sống với một số loại tôm hay động vật đáy, đôi khi với cá bống. Một số loài khác có thể gây nguy hiểm cho cá ngựa như lươn, bạch tuộc hay mực ống...
Những loại cá ngựa nước ngọt được bán có thể là một loại gần giống như cá chìa vôi ở sông. Cá ngựa nước ngọt thật ra không thể được xem là cá ngựa thật sự. Các loài cá ngựa mới tìm được gần đây sống trong nước lợ.

## Tác dụng của cá ngựa đối với sức khỏe con người
Nghiên cứu khoa học cho thấy, cá ngựa chứa enzym sinh tổng hợp prostaglandin, một chất điều hòa thần kinh, hormone và hệ miễn dịch. Prostaglandin và tiền chất của nó có khả năng kích thích tiết hormone oxytocin và tăng cường khả năng cương dương bằng cách tác động đến vùng điều khiển tình dục của tuyến yên trong não.
Thành phần dinh dưỡng: Cá ngựa chứa hàm lượng cao docosahexaenoic acid (DHA), chất quan trọng trong sản sinh tinh trùng, liên quan chặt chẽ đến khả năng sinh sản. Các hoạt chất dạng estrogen và androgen giúp cải thiện sức khỏe và sự dẻo dai, mang lại niềm vui trọn vẹn cho cả hai phái. Ngoài ra, chất peptid trong cá ngựa có tác dụng kháng khuẩn, tăng cường khả năng tiêu diệt tế bào ngoại lai, và hàm lượng protein cao giúp ngăn ngừa oxy hóa, làm chậm quá trình lão hóa da.
Theo y học cổ truyền, cá ngựa có vị ngọt, mặn, tính ấm, không độc, và tác động vào can thận. Cá ngựa giúp ôn thận tráng dương, điều khí hoạt huyết, kích thích sinh lý. Nó thường được dùng trong các trường hợp liệt dương, di tinh, suy nhược thần kinh, yếu sinh lý ở nam giới, và hỗ trợ sản phụ đẻ khó.

### Cách sử dụng
Phổ biến nhất là ngâm một cặp cá ngựa trong rượu để uống hàng ngày. Cách chế biến đơn giản nhưng hiệu quả này giúp tận dụng tối đa các lợi ích của cá ngựa cho sức khỏe.
Cá ngựa không chỉ là vị thuốc cứu tinh cho nam giới có vấn đề về sinh lý mà còn mang lại nhiều lợi ích khác cho sức khỏe toàn diện.

## Thích nghi
Cá ngựa có đôi mắt cao di động có khả năng quan sát kẻ thù và mồi mà không cần di chuyển. Giống như loài rồng biển, cá ngựa cũng có một cái vòi dài để mút con mồi. Vây cá ngựa nhỏ thích hợp luồn lách qua những đám tảo dày. Ngoài ra, nó còn có một cái đuôi dài và có khả năng quấn quanh tảo biển để giữ mình không bị dòng nước cuốn đi.

## Phân loại
Họ Syngnathidae
- Phân họ Hippocampinae
  - Chi Hippocampus

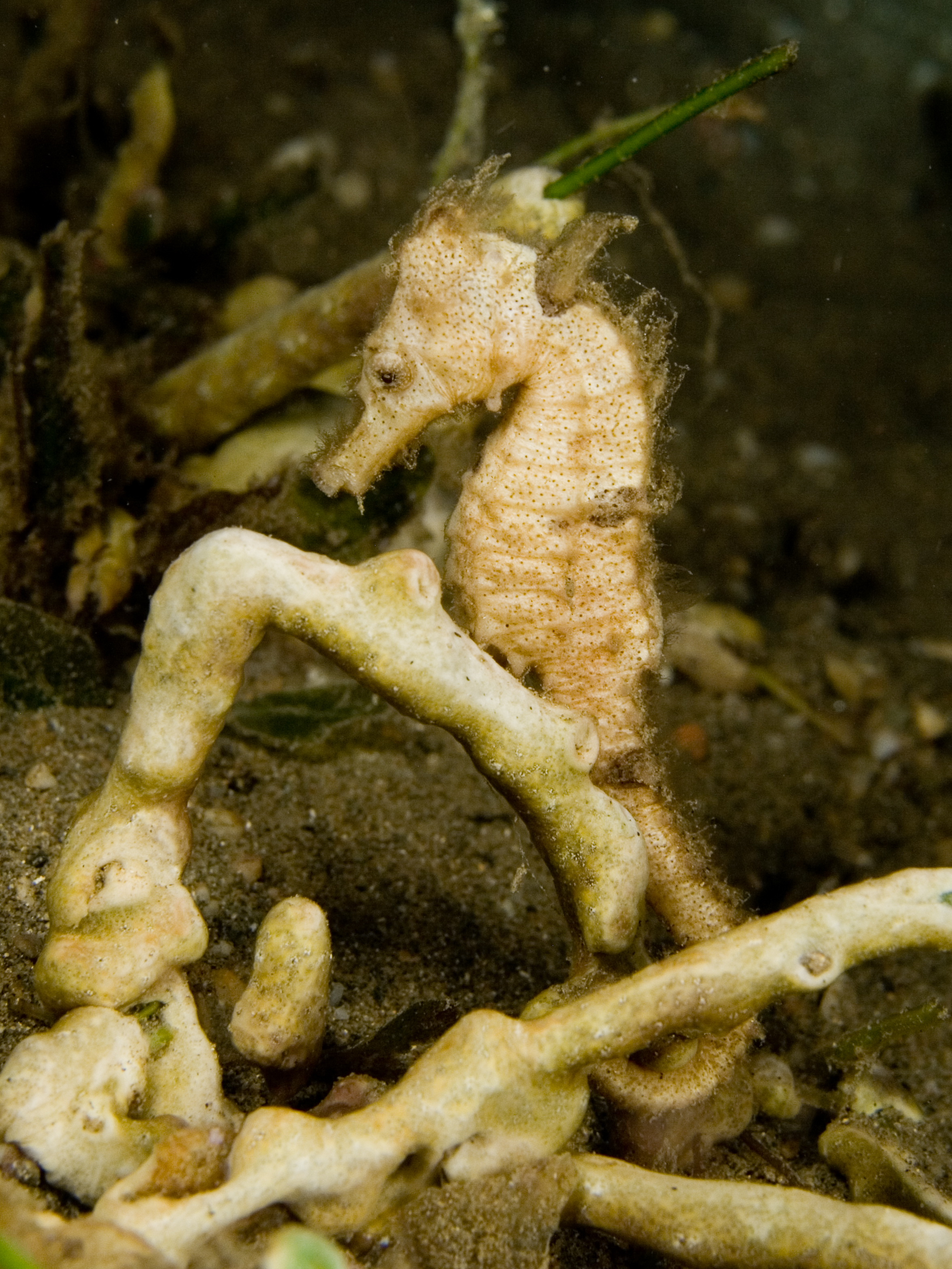
Cá ngựa đen, Hippocampus kuda

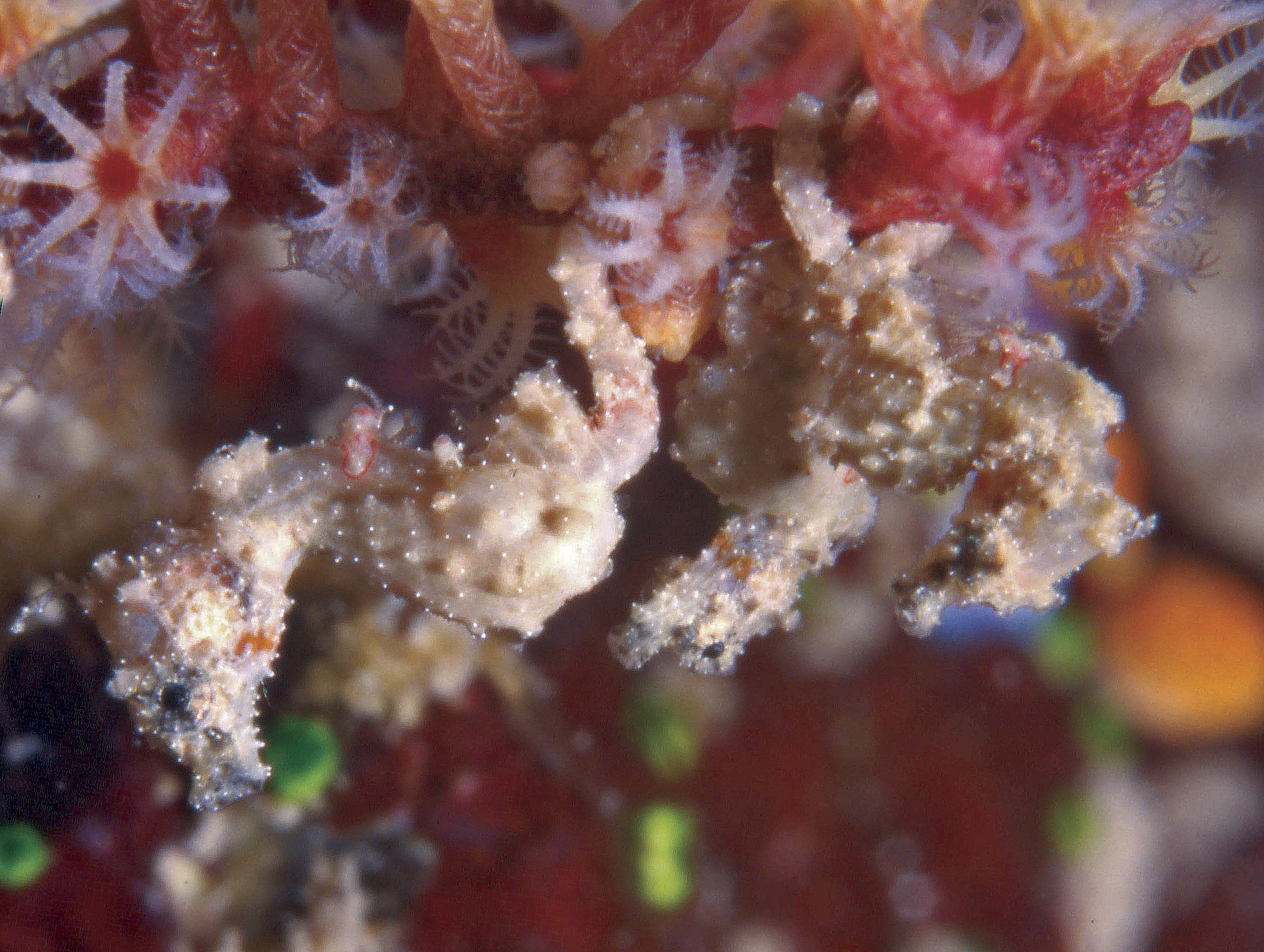
Hippocampus satomiae bám vào san hô

    - H. abdominalis Lesson, 1827 (New Zealand và nam và đông Úc)
    - H. alatus Kuiter, 2001
    - H. algiricus Kaup, 1856
    - H. angustus Günther, 1870
    - H. barbouri Jordan & Richardson, 1908
    - H. bargibanti Whitley, 1970Tây Thái Bình Dương (Indonesia, Philippines, Papua New Guinea, Quần đảo Solomon, vv...)
    - H. biocellatus Kuiter, 2001
    - H. borboniensis Duméril, 1870
    - H. breviceps Peters, 1869 (nam và đông Úc)
    - H. camelopardalis Bianconi, 1854
    - H. capensis Boulenger, 1900
    - H. colemani Kuiter, 2003
    - H. comes Cantor, 1850: Cá ngựa vằn
    - H. coronatus Temminck & Schlegel, 1850
    - H. denise Lourie & Randall, 2003
    - H. erectus Perry, 1810 (đông bờ biển của châu Mỹ, giữa Nova Scotia và Uruguay)
    - H. fisheri Jordan & Evermann, 1903: Cá ngựa Fisher
    - H. fuscus Rüppell, 1838 (Ấn Độ Dương): Cá ngựa nhỏ
    - H. grandiceps Kuiter, 2001
    - H. guttulatus Cuvier, 1829
    - H. hendriki Kuiter, 2001
    - H. hippocampus (Linnaeus, 1758) (Địa Trung Hải và Đại Tây Dương)
    - H. histrix Kaup, 1856: Cá ngựa gai dài[6] (Ấn Độ Dương, Vịnh Ba Tư, Biển Đỏ, và Viễn Đông)
    - H. ingens Girard, 1858 (bờ biển Thái Bình Dương của Bắc, Trung và Nam Mỹ)
    - H. jayakari Boulenger, 1900
    - H. jugumus Kuiter, 2001
    - H. kelloggi Jordan & Snyder, 1901
    - H. kuda Bleeker, 1852: Cá ngựa đen
    - H. lichtensteinii Kaup, 1856
    - H. minotaur Gomon, 1997
    - H. mohnikei Bleeker, 1854
    - H. montebelloensis Kuiter, 2001
    - H. multispinus Kuiter, 2001
    - H. pontohi Lourie & Kuiter, 2008
    - H. procerus Kuiter, 2001
    - H. queenslandicus Horne, 2001
    - H. reidi Ginsburg, 1933 (các rạn san hô Vùng Caribe)
    - H. satomiae Lourie and Kuiter, 2008
    - H. semispinosus Kuiter, 2001
    - H. severnsi Lourie and Kuiter, 2008
    - H. sindonis Jordan & Snyder, 1901
    - H. spinosissimus Weber, 1913
    - H. subelongatus Castelnau, 1873
    - H. trimaculatus Leach, 1814
    - H. whitei Bleeker, 1855 (Đông Australia)
    - H. zebra Whitley, 1964
    - H. zosterae Jordan & Gilbert, 1882 (Vịnh Mexico và vùng biển Caribbe)